# Os Mutantes (album)
Os Mutantes är den självbetitlade debuten från brasilianska Os Mutantes. Albumet är inspirerat av traditionell brasiliansk musik, men även av dåtida brittisk och amerikansk rock- och popmusik.

## Låtlista
| Nr  | Titel                      | Längd |
| --- | -------------------------- | ----- |
| 1.  | Panis et circenses         | 3:40  |
| 2.  | A minha menina             | 4:45  |
| 3.  | O relógio                  | 3:31  |
| 4.  | Adeus, Maria Fulô          | 3:06  |
| 5.  | Baby                       | 3:02  |
| 6.  | Senhor F                   | 2:35  |
| 7.  | Bat macumba                | 3:10  |
| 8.  | Le premier bonheur du jour | 3:39  |
| 9.  | Trem fantasma              | 3:18  |
| 10. | Tempo no tempo             | 1:48  |
| 11. | Ave, Gengis Khan           | 3:51  |